# 599 Lexington Avenue
599 Lexington Avenue is een wolkenkrabber in de Amerikaanse stad New York. Het gebouw staat op 599 Lexington Avenue in het stadsdeel Manhattan. De bouw van de kantoortoren begon in 1984 en werd in 1986 voltooid.

## Ontwerp
599 Lexington Avenue is 199,04 meter hoog en telt 50 verdiepingen. Het is door Edward Larrabee Barnes Associates in modernistische stijl ontworpen en is eigendom van Boston Properties. Het gebouw heeft 300 miljoen dollar gekost.
Voor het gebouw vindt men een driehoekig plaza, waaraan de geheel glazen wand van de lobby grenst. De lobby bevat Salto Nel Mio Sacco, een kunstwerk van Frank Stella.

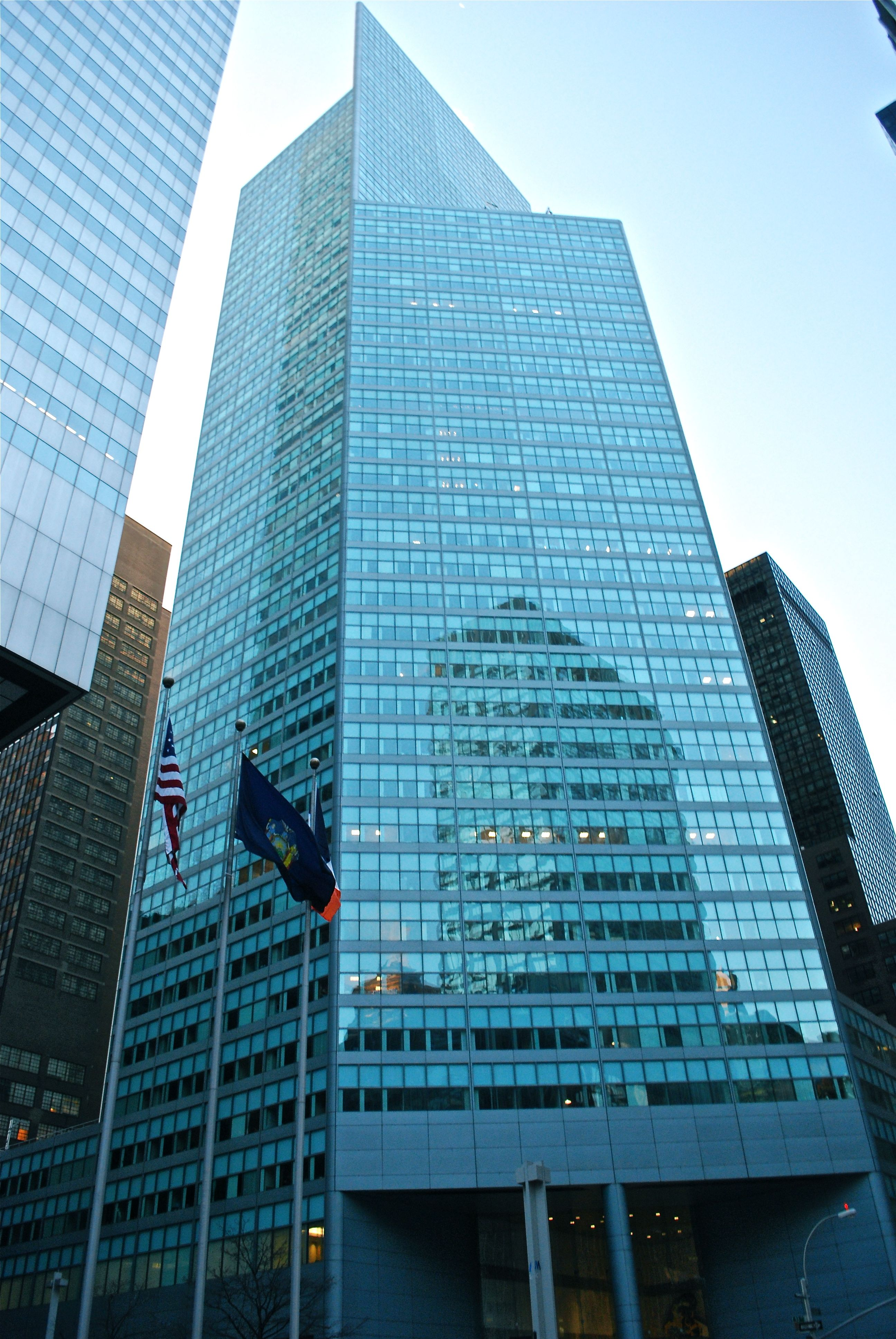
599 Lexington Avenue